# Diogo Queirós
Diogo Lucas Quierós (Matosinhos, 5 januari 1999) is een Portugese voetballer die door FC Porto wordt uitgeleend aan Royal Excel Moeskroen. Quierós is een verdediger.

## Carrière

### Clubcarrière
Quierós ruilde de jeugdopleiding van Leixões SC in 2010 in voor die van FC Porto. In het seizoen 2017/18 maakte hij zijn opwachting bij het B-elftal van de club in de LigaPro, de Portugese tweede klasse. In twee seizoenen tijd speelde hij er 47 competitiewedstrijden. In 2019 won hij met de U19 van Porto ook de UEFA Youth League. In de finale tegen Chelsea FC, die Porto met 3-0 won, scoorde Quierós het tweede doelpunt.
In de zomer van 2019 maakte hij de voorbereiding mee met het A-elftal van Porto. Toch besloot de club hem dat seizoen uit te lenen aan de Belgische eersteklasser Royal Excel Moeskroen.

### Interlandcarrière
Quierós doorliep alle Portugese nationale jeugdreeksen. In 2016 won hij met de Portugese U17 het EK –17, twee jaar later mocht hij met de U19 ook het EK –19 op zijn palmares bijschrijven.

## Clubstatistieken
| Seizoen         | Club              | Land              | Competitie         | Competitie | Competitie | Beker | Beker | Europees | Europees | Totaal | Totaal |
| Seizoen         | Club              | Land              | Competitie         | Wed.       | Dlp.       | Wed.  | Dlp.  | Wed.     | Dlp.     | Wed.   | Dlp.   |
| --------------- | ----------------- | ----------------- | ------------------ | ---------- | ---------- | ----- | ----- | -------- | -------- | ------ | ------ |
| 2017/18         | FC Porto B        | Vlag van Portugal | Segunda Liga       | 21         | 0          | —     | —     | —        | —        | 21     | 0      |
| 2018/19         | FC Porto B        | Vlag van Portugal | Segunda Liga       | 26         | 1          | —     | —     | —        | —        | 26     | 1      |
| 2019/20         | → Excel Moeskroen | Vlag van België   | Jupiler Pro League | 19         | 1          | 1     | 0     | —        | —        | 20     | 1      |
| Carrière totaal | Carrière totaal   | Carrière totaal   | Carrière totaal    | 66         | 2          | 1     | 0     | 0        | 0        | 67     | 2      |

Bijgewerkt op 10 oktober 2019.